# Banshee (lettore musicale)
Banshee è un lettore multimediale libero per il sistema operativo GNU/Linux, basato su Mono e Gtk#. Creato da Aaron Bockover nel 2005, il progetto si avvale anche del contributo di Gabriel Burt, un altro dipendente Novell. Usa le librerie multimediali GStreamer per la codifica e la decodifica di vari tipi di file, come ad esempio Ogg Vorbis, MP3 e FLAC.
Banshee può riprodurre, importare e masterizzare CD audio e può essere sincronizzato con lettori multimediali facenti uso di protocolli di trasferimento proprietari, quali Apple iPod e Creative Zen. 
Banshee è stato inoltre integrato ufficialmente nelle distribuzioni di Ubuntu 11.04 e 11.10 ("Natty Narwhal" e "Oneiric Ocelot") ed è fornito come riproduttore multimediale di default delle stesse.

## Plugin
La struttura modulare del software, rende Banshee facilmente estensibile e personalizzabile.
La versione stabile corrente include:
- Audioscrobbler: Aggiunge la funzione di invio playlist a siti come last.fm.
- Podcast: Permette a Banshee l'iscrizione a feed podcast, includendo inoltre di ricercarne di nuovi su Podcast Alley
- Condivisione Musicale DAAP: permette di condividere la libreria con iTunes e altri software compatibile con le specifiche DAAP, sebbene ad ora l'implementazione sia solo parziale.
- Ricerca Cover: Banshee si occupa di trovare materiale extra come copertine e testi da siti come Musicbrainz.
- Raccomandazioni di Lastfm: In simbiosi con AudioScrobbler, permette di collegarsi con la playlist delle raccomandazioni Lastfm
- Mini-Mode: Minimizza il lettore e visualizza solo le informazioni essenziali.
- Supporto Tasti Multimediali in GNOME: Se usato in GNOME, diventa possibile utilizzare la tastiera per controllare Banshee.
- Radio: Aggiunge il supporto alle radio in streaming su internet

## Helix Banshee
Helix Banshee è una versione modificata di Banshee introdotta in SLED e disponibile in OpenSUSE contenente parti non libere. Pur condividendo col genitore lo stesso cuore, aggiunge il supporto al framework Helix per l'ascolto e la decodifica in sostituzione a GStreamer. Helix Banshee non modifica il programma in alcun modo, semplicemente utilizza un altro framework.